# Митре Камчев
Митре Камчев е български революционер, деец на македоно-одринското революционно движение.

## Биография
Митре Камчев е роден в Ениджевардарското село Петгъс, тогава в Османската империя, днес в Гърция. Присъединява се към ВМОРО и действа в Гумендженско с тричленна чета. През август 1906 година четата му е открита и ликвидирана край Тушилово от османска потеря. Наречен е от властите „самозванеца лъже-Апостол“, тъй като от пленения му архив става ясно, че се е подписвал от името на Апостол Петков след сражението при Смол. В действителност с него загиват Ристо Хаджигогов от Рудино и един от секретарите на Апостол Петков - Димишко от Тушилово, в който са намерени огромно количество документи и 300 турски лири, след което избухва афера.